# Hartwig Isernhagen
Hartwig Wolf Ernst Isernhagen (* 24. November 1940 in Oldenburg) ist ein deutscher Anglist und emeritierter Professor für Amerikanische Literatur an der Universität Basel.

## Leben
Isernhagen studierte an den Universitäten Freiburg im Breisgau, Köln, der University of Pennsylvania und Würzburg. Er wurde 1969 in Freiburg promoviert und 1979 in Würzburg habilitiert. Nach einem Jahr an der University of Texas at Austin war er von 1981 bis 2004 ordentlicher Professor für Amerikanische Literatur an der Universität Basel.

## Schriften
- Sensation, vision and imagination: The problem of unity in Lawrence Durrell’s novels. Dissertation, Universität Freiburg im Breisgau, 1969.
- The U.S. from within: A workbook for students (= Hueber-Hochschulreihe. Bd. 28). Hueber, München 1976, ISBN 3-19-002176-7.
- Ästhetische Innovation und Kulturkritik: Das Frühwerk von John Dos Passos, 1916–1938 (= American studies. Bd. 56). Fink, München 1983, ISBN 3-7705-2112-9 (Habilitationsschrift, Universität Würzburg).
- Momaday, Vizenor, Armstrong: Conversations on American Indian writing (= American Indian literature and critical studies series. Bd. 32). University of Oklahoma Press, Norman 1999, ISBN 0-8061-3120-9.